# پیر گوتیه
پیر گوتیه (فرانسوی: Pierre Gauthier‎; ۲۱ ژانویهٔ ۱۸۷۹ – نامشخص) قایقران قایق بادبانی اهل فرانسه بود.